# Internationaux de Nouvelle-Calédonie de 2014
Internationaux de Nouvelle-Calédonie de 2014 foi um torneio profissional de tênis jogado em quadras duras. Foi a décima primeira edição do torneio, que fez parte do ATP Challenger Tour de 2014. Ela ocorreu em Noumea, Nova Caledônia, entre 30 de dezembro de 2013 e 5 de janeiro de 2014.

## Entradas na chave principal de simples

### Cabeças de chave
| COL | Alejandro Falla   | 99  | 1 |
| NED | Jesse Huta Galung | 101 | 2 |
| SVK | Martin Kližan     | 108 | 3 |
| BEL | David Goffin      | 110 | 4 |
| USA | Denis Kudla       | 114 | 5 |
| ESP | Pere Riba         | 126 | 6 |
| CAN | Peter Polansky    | 141 | 7 |
| BEL | Ruben Bemelmans   | 148 | 8 |

- 1 Rankings de 24 de Dezembro de 2013.

### Outras entradas
Os seguintes jogadores receberam wildcards para entrar na chave principal:
- Enzo Couacaud
- Albano Olivetti
- Jose Statham

Os seguintes jogadores entraram pelo qualifying:
- Kimmer Coppejans
- Austin Krajicek
- Huang Liang-Chi
- Ante Pavić

Os seguintes jogadores entraram como lucky loser:
- Denys Molchanov

## Campeões

### Simples
- Alejandro Falla der.  Steven Diez, 6-2, 6-2

### Duplas
- Austin Krajicek /  Tennys Sandgren der  Ante Pavić /  Blaž Rola, 7–6(7–4), 6–4